# Jean-Luc Vandenbroucke
Jean-Luc Vandenbroucke (Mouscron, 31 de maig de 1955) va ser un ciclista belga. El 1973 fou campió d'Europa i de Bèlgica de persecució. L'any següent fou campió d'Omnium de Bèlgica, així com de ruta. Com a amateur guanyà 220 curses, tant en pista com en ruta.
El 1975 passà a professional, aconseguint 73 victòries fins al moment de la seva retirada, el 1988. Aprofitant la seva experiència com a pistard guanyà fins a 19 pròlegs.
Una vegada retirat com a ciclista passà a ser director esportiu de l'equip Lotto entre 1988 i 1999.
És pare de Jean-Denis Vandenbroucke i oncle de Frank Vandenbroucke.

## Palmarès
- 1973
  - Campió d'Europa júnior en Persecució
- 1975
  - 1r als Tres dies de Péruwelz
  - 1r a la Fletxa ardenesa
  - 1r a la Omloop Het Volk amateur
- 1976
  - 1r al Gran Premi de Fourmies
  - 1r a l'Étoile des Espoirs i vencedor d'una etapa
- 1977
  - 1r al Gran Premi de Fourmies
  - 1r a l'Étoile des Espoirs
  - Vencedor d'una etapa del Critèrium del Dauphiné Libéré
- 1978
  - 1r al Circuit des frontières
  - Vencedor d'una etapa de la París-Niça
  - Vencedor d'una etapa del Tour de l'Aude
  - Vencedor d'una etapa del Tour de Còrsega
- 1979
  - 1r al Gran Premi de Fourmies
  - Vencedor de 2 etapes de l'Étoile des Espoirs
- 1980
  - 1r als Quatre dies de Dunkerque
  - 1r al Tour d'Indre-et-Loire i vencedor d'una etapa
  - 1r al Gran Premi de les Nacions
  - 1r al Trofeu Baracchi (amb Alfons de Wolf)
  - 1r al Gran Premi d'Antibes
  - Vencedor d'una etapa de la París-Niça
  - Vencedor d'una etapa de l'Étoile des Espoirs
- 1981
  - 1r al Tour de l'Oise
  - Vencedor d'una etapa de la París-Niça
  - Vencedor d'una etapa dels Quatre dies de Dunkerque
  - Vencedor d'una etapa del Tour de l'Aude
- 1982
  - 1r a la París-Tours
  - 1r a l'Étoile des Espoirs i vencedor d'una etapa
  - Vencedor d'una etapa del Tour de l'Aude
  - Vencedor d'una etapa del Tour de l'Oise
  - Vencedor d'una etapa dels Quatre dies de Dunkerque
- 1983
  - 1r al Gran Premi Eddy Merckx
  - Vencedor de 2 etapes de l'Étoile des Espoirs
  - Vencedor d'una etapa el Tour del Mediterrani
  - Vencedor d'una etapa de la Midi Libre
  - Vencedor d'una etapa del Tour de l'Aude
- 1984
  - Vencedor de 2 etapes de la Volta a Bèlgica
  - Vencedor d'una etapa del Tour de l'Aude
- 1985
  - 1r als Quatre dies de Dunkerque i vencedor d'una etapa
  - 1r als Tres dies de De Panne
  - 1r a la Fletxa Picarda
  - Vencedor d'una etapa de la Midi Libre
  - Vencedor d'una etapa del Tour de l'Aude
- 1986
  - 1r al Tour de l'Aude
- 1987
  - Vencedor d'una etapa de la Volta a Espanya
  - Vencedor d'una etapa de la París-Niça
  - Vencedor d'una etapa de la Volta a la Comunitat Valenciana
  - Vencedor d'una etapa de la Midi Libre
  - Vencedor d'una etapa de la Volta a Andalusia
- 1988
  - Vencedor d'una etapa el Tour del Mediterrani

### Resultats al Tour de França
- 1978. 64è de la classificació general
- 1980. 33è de la classificació general
- 1981. 82è de la classificació general
- 1982. Abandona (8a etapa)
- 1983. 25è de la classificació general
- 1984. Abandona (17a etapa)
- 1985. Abandona (7a etapa)
- 1986. 119è de la classificació general

### Resultats a la Volta a Espanya
- 1986. 78è de la classificació general
- 1987. Abandona. Vencedor d'una etapa. Porta el mallot groc durant 1 etapa

### Resultats al Giro d'Itàlia
- 1979. 58è de la classificació general